# Campo Lugar
Pour les articles homonymes, voir Lugar.
Campo Lugar est une commune de la province de Cáceres dans la communauté autonome d'Estrémadure en Espagne.

## Géographie
La commune est située au sud-ouest de la capitale espagnole Madrid (224 kilomètres linéaires et 284 kilomètres par la route) et à l'est de la capitale portugaise Lisbonne (296 kilomètres linéaire et à 357 kilomètres par la route).

## Histoire
Campo Lugar est à l'origine nommé Campo. Après que de nombreuses lettres envoyées par la poste à destination du Campo (village) y arrivèrent par erreur, le village est renommé Campo Lugar. La commune a connu un déclin de sa population ces cinquante dernières années.

## Administration
La commune est dirigée par une maire socialiste (PSOE) après avoir été dirigée par une maire de droite.[évasif]

## Économie
L'aéroport le plus proche est celui de Badajoz (à 118 kilomètres à l'ouest/1H15 en voiture).